# 水野忠穀
水野 忠穀（みずの ただよし、宝永4年（1707年） - 寛保2年8月24日（1742年9月22日））は江戸時代の旗本。沼津藩水野家7代。通称は惣兵衛。
信濃国松本藩3代藩主水野忠直の九男。4代藩主水野忠周の弟。子は水野忠友（長男）、松平信志（三男）、娘（中根正均正室）、娘（水野忠隣室）、娘（牧野成如正室）。官位は出羽守。
甥の松本藩主水野忠恒が、享保10年（1725年）7月28日、長府藩世子（後に7代藩主）の毛利師就に対して刃傷沙汰を起こし、忠恒は改易となり、川越藩にお預けとなった。しかし、水野氏は徳川家康の母於大の方の生家であることから家名存続を願う声が強く、分家の若年寄水野忠定の取り成しにより、同年8月27日、叔父にあたる忠穀に相続は許されたが、信濃国佐久郡7000石（高野町知行所）の旗本として辛うじて名跡を保つこととなった。その後、江戸屋敷に忠恒を預かっている。
高禄の旗本として元文元年（1736年）1月28日に定火消、同年10月15日に書院番頭となる。同年12月16日には従五位下出羽守に叙任している。元文4年（1739年）3月15日に大番頭となり、後に大坂城の守衛となるが、寛保2年（1742年）に36歳で死去した。
世子の忠友は、のちに田沼意次の元で加増を受け、大名に返り咲いている。